# くまのプーさん ザ・ムービー/はじめまして、ランピー!
『くまのプーさん ザ・ムービー/はじめまして、ランピー!』（Pooh's Heffalump Movie）は、2005年のアメリカ合衆国のアニメ映画。『くまのプーさん』の長編シリーズの一作である。新キャラクター「ランピー」にスポットを当てた作品である。
日本ではビデオスルーかつ、次作『ランピーとぶるぶるオバケ』との同時発売となった。

## ストーリー
ある朝、100エーカーの森に奇妙な音が響き渡る。音の主があの恐ろしい「ズオウ」に違いないと考えたプーたちは、ズオウを捕獲すべく探検隊を結成。ルーも同行しようとするが「危険だから連れて行けない」とラビットに止められてしまう。
ズオウ捜しを諦めきれないルーは「ズオウの谷」へ単身足を踏み入れる。その奥地には、ズオウの子供・ランピーがいた。
ズオウの仲間にもかかわらず恐ろしさを感じさせない陽気なランピーとルーはすっかり仲良くなる。森の仲間たちにもランピーを紹介しようとルーは彼を谷の外へ連れ出そうとするが…。

## キャスト
| 役名           | 原語版声優           | 日本語吹き替え              |
| -------------- | -------------------- | --------------------------- |
| プー           | ジム・カミングス     | 台詞：亀山助清 歌：竹本敏彰 |
| ティガー       | ジム・カミングス     | 玄田哲章                    |
| ピグレット     | ジョン・フィードラー | 小形満                      |
| ルー           | ニキータ・ホプキンス | 杉本征哉                    |
| カンガ         | キャス・スーシー     | 台詞：片岡富枝 歌：菅井美和 |
| ラビット       | ケン・サンソム       | 龍田直樹                    |
| イーヨー       | ピーター・カレン     | 石田太郎                    |
| ランピーのママ | ブレンダ・ブレッシン | 小宮和枝                    |
| ランピー       | カイル・スタンガー   | 醍醐侃幸                    |